# Kompaniivka
Kompaniivka (en ucraniano: Компаніївка) es un asentamiento ucraniano ubicado en el Raión de Kropyvnytsky en el Óblast de Kirovogrado.

## Historia
Kompaniivka se fundó en la segunda mitad del siglo XVIII en la margen izquierda del Río Suhokleya-Komyshuvata, un afluente del Inhul. Los colonos eran antiguos regimientos de cosacos kompaniiskyi. Habían sido la caballería ligera de Hetman, que custodiaban las fronteras sur y oeste y proporcionaban un servicio de inteligencia. Probablemente esto sucedió después de la reforma del 24 de octubre de 1775.
Antes de que llegaran los soldados, había granjeros que cultivaban trigo, centeno, cebada, avena y criaban ganado. Las tierras y los campesinos que las cultivaban fueron ocupadas por la nobleza en 1782.
La reforma militar provocó un asentamiento significativo de la ex kompaniiskyi. Después de la jubilación fueron asignados a un estatus social particular, como burgueses, campesinos o cosacos.
En la década de 1850, Kompaniivka se convirtió en el centro de la parroquia del mismo nombre en el condado de Elisavetgrad. En la década de 1890 se construyó en la ciudad la fábrica de papel Kompaniivka; su producción fue la más grande de la región y la cuarta en Ucrania. En julio de 1933, el pueblo se convirtió en el centro del distrito recién creado del Óblast de Odesa. En 1965, Kompaniivka recibió el estatus de asentamiento (ciudad) de tipo urbano.
Hasta el 18 de julio de 2020, Kompaniivka fue el centro administrativo del Raión de Kompanivka. El raión se abolió en julio de 2020 como parte de la reforma administrativa de Ucrania, que redujo el número de raiones del Óblast de Kirovogrado a cuatro. El área del Raión de Kompanivka se fusionó con el Raión de Kropyvnytsky.